# Douma de la ville de Saint-Pétersbourg

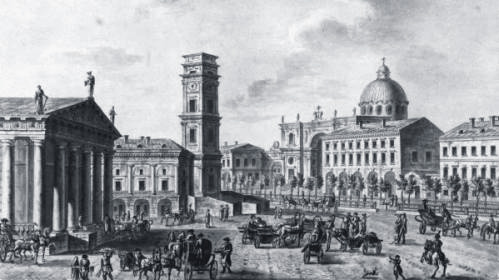
Nevsky Prospekt près de la Douma de la Ville en 1811.

La Douma de la ville de Saint-Pétersbourg (en russe : Здание городской думы) est un bâtiment historique situé à Saint-Pétersbourg en Russie.

## Situation
Le bâtiment s'élève sur le côté sud de la principale artère de la ville, la perspective Nevski, à l'angle de celle-ci et de la rue Doumskaïa (« de la Douma »), à côté du Gostiny Dvor et en face du Grand Hôtel Europe.

## Histoire

### Institution
La Douma de Saint-Pétersbourg est créée en 1785 dans le cadre de la réforme municipale de la Grande Catherine. Son fils et successeur Paul Ier l'a remplace par la Ratoucha, mais son fils, Alexandre Ier, restaure la Douma quatre ans plus tard. L'empereur suivant, Nicolas Ier, élargi l'institution de six à douze membres, en 1846. Alexandre II la réorganise à nouveau au cours de la réforme Zemstvo des années 1870. En septembre 1918, la Douma est dissoute et ses fonctions dévolues au Soviet de Petrograd.

### Bâtiment
Un bâtiment est construit pour abriter la nouvelle institution et inauguré en 1787. La célèbre tour à l'italienne, autrefois utilisée pour l'observation des feux, est édifiée de 1799 à 1804. L'édifice est reconstruit entre 1847 et 1852 dans le Style néo-Renaissance, favorisé par Nicolas Ier. Enfin, en 1913-1914, deux étages sont ajoutés à l'édifice. Après 1918, le bâtiment de la Douma n'a plus de rôle officiel.

## Architecture
Le bâtiment de style néoclassique présente une longue façade qui s'élève le long de la rue Doumskaïa. Le spacieux hall central était autrefois souvent le lieu d'événements de la haute société.

## Références

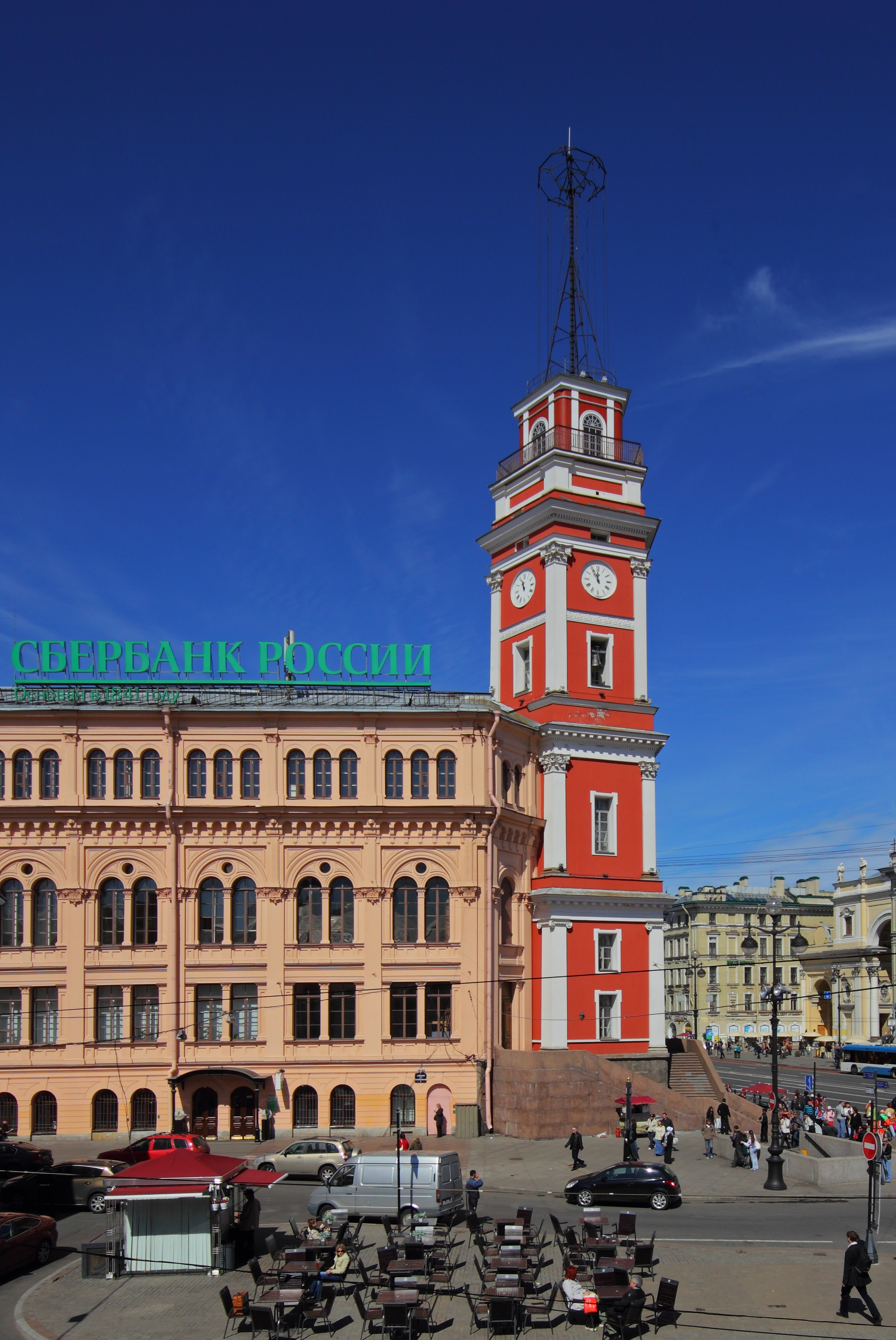
La douma de la ville vu de la perspective Nevski.
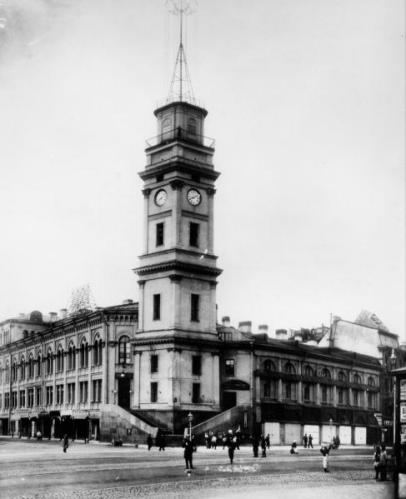
La tour de la Douma de la ville dans les années 1890.
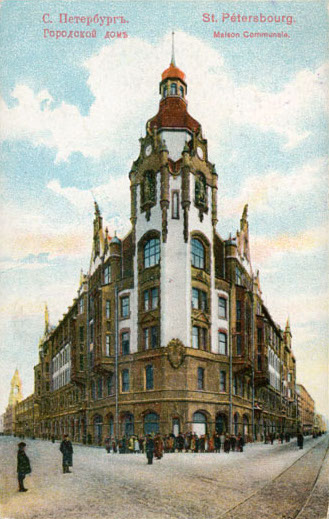
Le bâtiment des institutions de la ville sur la rue Sadovaïa (1905-1906).
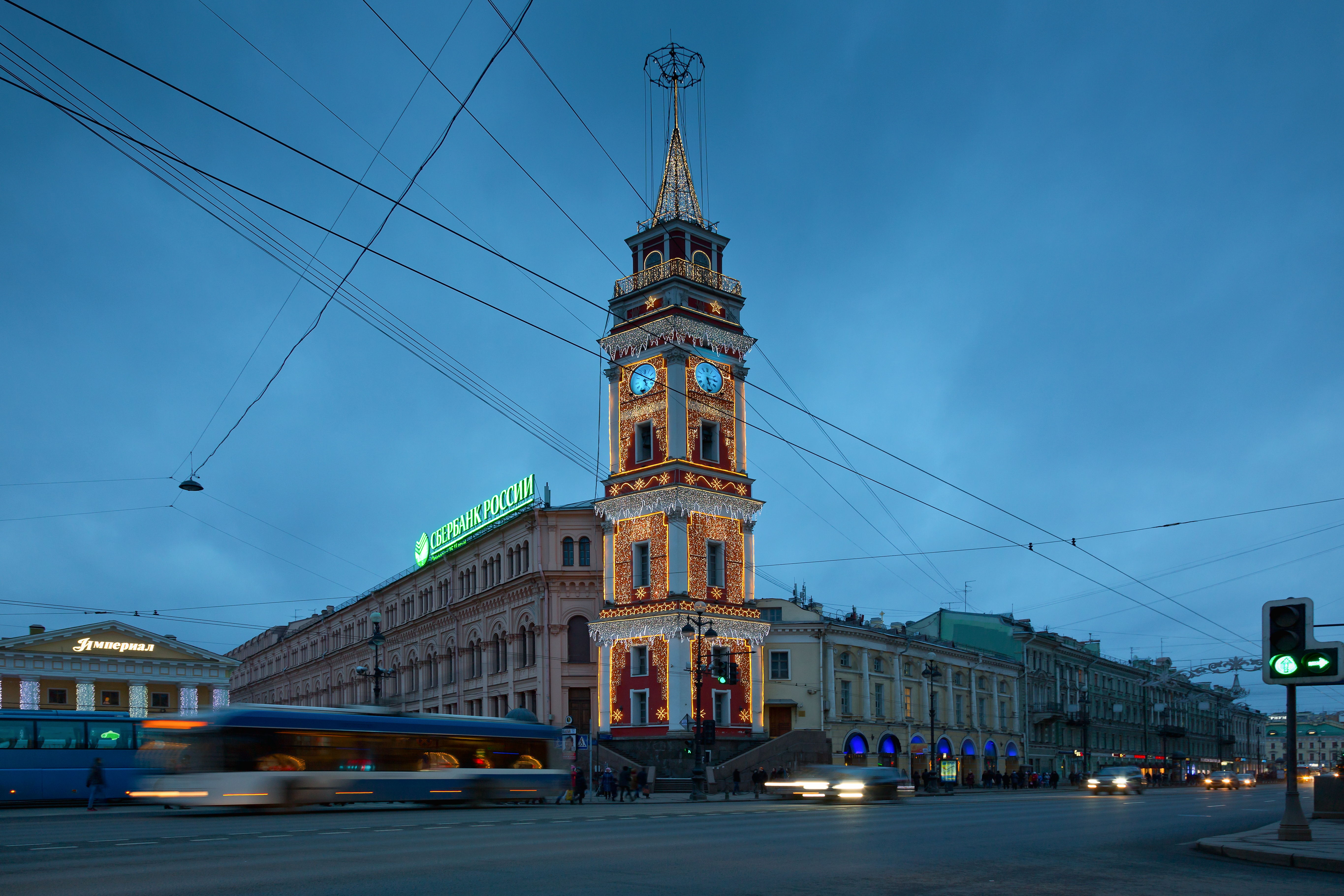
La tour de la Douma de la ville illuminée pour le Nouvel An.